# Peter Fendi

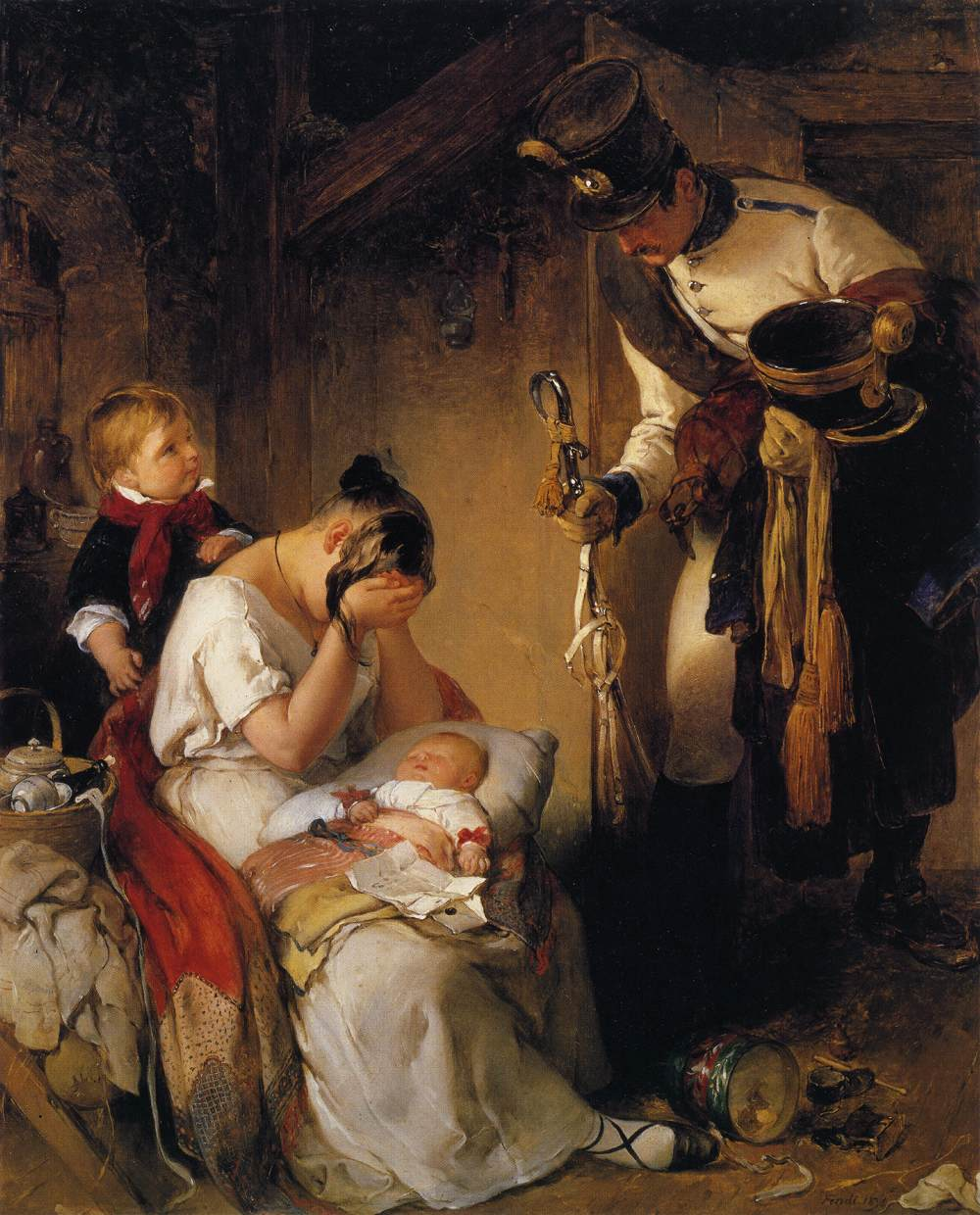
Die traurige Nachricht (La triste noticia) (1838), en el Wien Museum, Viena.

Peter Fendi (Viena, 4 de septiembre de 1796 - ibidem, 28 de agosto de 1842) fue un artista austriaco y uno de los más relevantes representantes del periodo Biedermeier.

## Biografía
Nacido en Viena, fue admitido en la Academia de Bellas Artes de Viena a la edad de trece años, donde en 1836 es elegido académico.

## Obra
La obra de Fendi incluye óleo, acuarela, aguafuerte, litografía y la talla de madera.
Su obras están expuestas en el Albertina, la Galería Belvedere en el Palacio Belvedere, el Museo de Historia del Arte de Viena y en las colecciones del Príncipe de Liechtenstein en Vaduz.

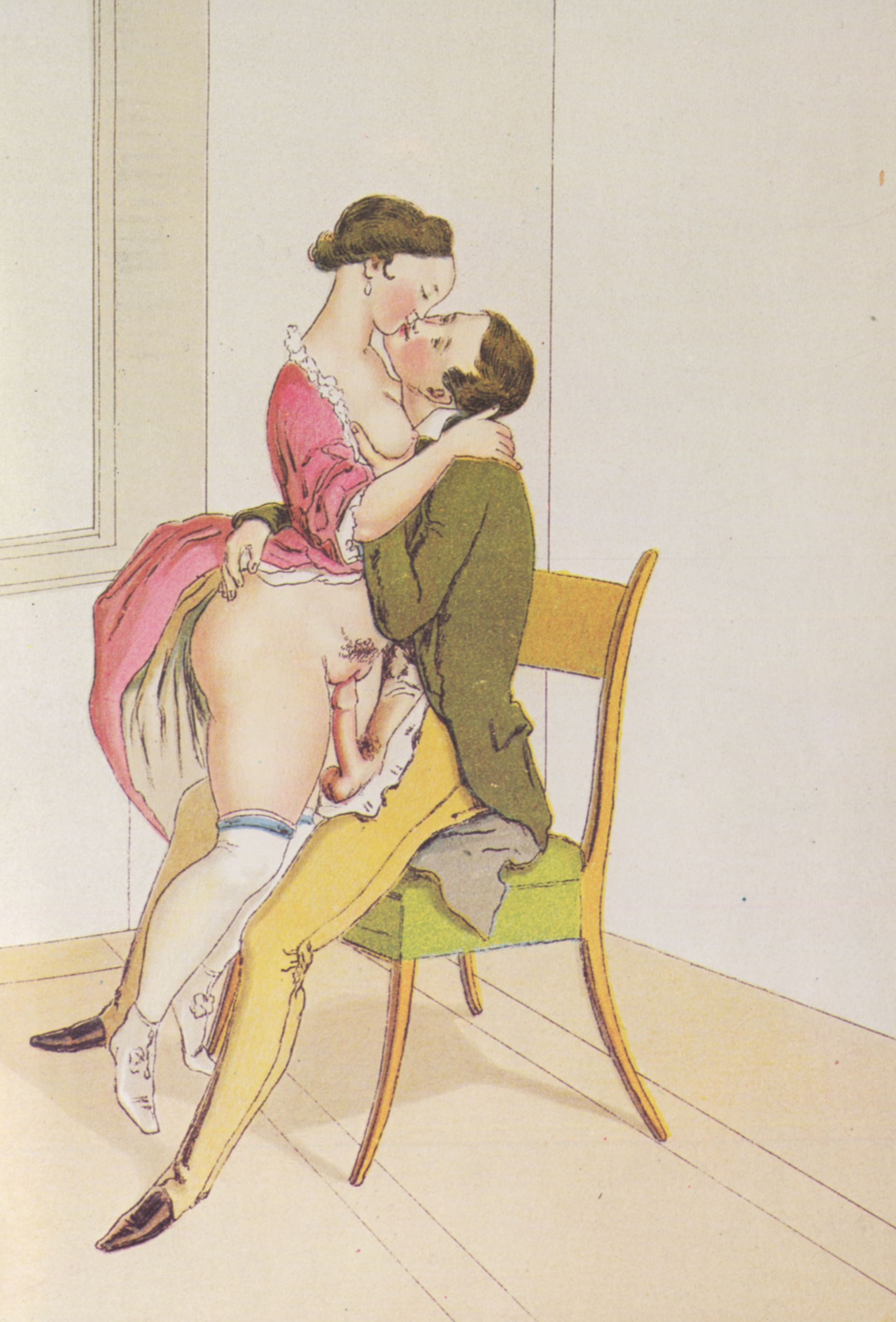
Litografía erótica Das Liebespaar (Los amantes).